# Robert Maaskant
Robert Patrick Maaskant (Schiedam, 10 gennaio 1969) è un allenatore di calcio, dirigente sportivo ed ex calciatore olandese, di ruolo difensore.

## Palmarès

### Club

#### Competizioni nazionali
- Campionato polacco: 1

Wisla Cracovia: 2010-2011